# Dan Podjed
Dan Podjed, slovenski antropolog, * 1975, Celje.
Raziskovalec na Znanstvenoraziskovalnem centru Slovenske akademije znanosti in umetnosti, izredni profesor na Filozofski fakulteti Univerze v Ljubljani in višji svetovalec na Inovacijsko-razvojnem inštitutu Univerze v Ljubljani. Raziskovalno se posveča razmerju med ljudmi in tehnologijami, izolaciji v kriznih časih, vozniškim navadam, trajnostnemu ravnanju z odpadki, altruizmu in prostovoljstvu.
Od leta 2022 vodi nacionalni raziskovalni program Etnološke, antropološke in folkloristične raziskave vsakdanjika, ki ga financira Javna agencija za raziskovalno dejavnost Republike Slovenije (ARRS). Vodil je več raziskovalnih projektov, tako nacionalnih (npr. DriveGreen in Nevidno življenje odpadkov) kot mednarodnih, ter sodeloval v številnih evropskih projektih (Obzorje 2020, Erasmus+, Ustvarjalna Evropa itd.).
Leta 2010 je soustanovil Mrežo za aplikativno antropologijo Evropskega združenja socialnih antropologov (EASA) in jo vodil do leta 2018, zdaj pa ima v tej organizaciji funkcijo izvršnega svetovalca. Leta 2013 je zasnoval dogodek Why the World Needs Anthropologists, ki je postal osrednje mednarodno stičišče aplikativne antropologije. Leta 2021 je souredil knjigo z enakim naslovom, torej Why the World Needs Anthropologists.
Izdal je več znanstvenih monografij, med katerimi sta bili najbolj odmevni Opazovanje opazovalcev (2011) in Videni (2019). (Slednja izšla v srbskem jeziku pri založbi Biblioteka XX. vek pod naslovom Sve te oči). Leta 2020 je izdal poljudno-strokovno knjigo Antropologija med štirimi stenami, v kateri je predstavil, kako je spoznaval družbo in sebe med pandemijo koronavirusne bolezni 19.